# Nevada (Ohio)
Nevada es una villa ubicada en el condado de Wyandot en el estado estadounidense de Ohio. En el Censo de 2010 tenía una población de 760 habitantes y una densidad poblacional de 286 personas por km².

## Geografía
Nevada se encuentra ubicada en las coordenadas 40°49′8″N 83°7′52″O / 40.81889, -83.13111. Según la Oficina del Censo de los Estados Unidos, Nevada tiene una superficie total de 2.66 km², de la cual 2.66 km² corresponden a tierra firme y (0%) 0 km² es agua.

## Demografía
Según el censo de 2010, había 760 personas residiendo en Nevada. La densidad de población era de 286 hab./km². De los 760 habitantes, Nevada estaba compuesto por el 97.11% blancos, el 0% eran afroamericanos, el 0.13% eran amerindios, el 0% eran asiáticos, el 0% eran isleños del Pacífico, el 0.66% eran de otras razas y el 2.11% pertenecían a dos o más razas. Del total de la población el 0.66% eran hispanos o latinos de cualquier raza.